# 오차
오차(誤差, 영어: error)란 참값과 근삿값의 차이로, 근삿값에서 참값을 뺀 값이다. 예를 들어 참값 {\displaystyle \pi }(원주율)을 근삿값 3.14에서 뺀 값, {\displaystyle 3.14-\pi }는 오차이다. 오차는 양숫값, 0, 음숫값을 모두 가질 수 있다. 그리고 오차의 절댓값이 작을수록 근삿값은 참값에 가깝다.
모든 측정이나 관측에는 오차가 포함되어 있다.

## 오차의 표현 방법

### 백분율 오차(상대오차)
실험 결과로 나온 값과, 이론적으로 도출된 값을 이용하여 백분율 오차로 표현할 수 있다.
{\displaystyle \delta =100\%\times \eta =100\%\times \left|{\frac {v-v_{\text{approx}}}{v}}\right|.}

## 발생 원인에 따른 오차의 종류
오차에는 착오, 정오차, 우연오차가 있다. 어떤 것은 오차가 발생하는 크기와 방향이 일정하여 발생 원인을 알 수 있지만, 어떤 것은 크기나 원인을 알 수 없고 불규칙적으로 발생한다.

### 착오
착오(錯誤, Mistake, Blunder or Gross error) 또는 과대오차(誇大誤差)란 관측자의 부주의 또는 실수로 인해 발생한 오차를 말한다. 예를 들어 관측자가 눈금을 잘못 읽거나, 다른 측점을 착각하고 관측했을 때 착오가 발생한다. 착오는 오차론으로 소거할 수 없으므로, 측량 과정에 주의를 기울이고 반복 확인하여 사전에 방지하도록 노력해야 한다. 착오가 생겼을 경우 해당 관측값이 사용되기 전에 반드시 소거해야 한다.

### 정오차
정오차(定誤差, Constant Error) 또는 계통오차(系統誤差, Systematic Error)란 오차의 발생 원인이 분명하고 오차의 발생 방향과 크기가 일정하여 수식에 의해 보정이 가능한 오차를 말한다. 예를 들어 줄자로 거리를 잴 때, 줄자가 온도나 장력 등에 의하여 길이가 변화했을 경우 정오차가 발생한다. 정오차는 기계오차, 자연오차, 개인오차로 세분할 수 있다.

### 우연오차
우연오차(偶然誤差, Random error) 또는 우차(偶差)란 착오를 제거하고 정오차를 보정하고 나서도 남아있는 오차를 말한다. 오차의 원인을 알 수 없거나, 알더라도 측정 당시의 순간적인 변화로 인해 수식으로 보정할 수 없는 오차이다. 우연오차는 확률에 의하여 통계적으로 처리한다. 우연오차는 크기와 방향이 일정하지 않아 서로 상쇄되는 경우도 있어서 상차(償差, Compensating error)라고도 한다. 우연오차의 성질로는 다음과 같은 것들이 있다.
- 큰 오차가 발생할 확률은 작은 오차가 발생할 확률보다 매우 작다.
- 같은 크기의 양(+)의 오차가 발생할 확률은 같은 크기의 음(-)의 오차가 발생할 확률과 같다.
- 극단적으로 큰 오차는 거의 발생하지 않는다.

## 오차의 전파
측정값을 가지고 계산을 하는 경우, 측정값에 포함되어 있는 오차가 계산값에도 포함되게 되는데 이를 오차의 전파(error propagation)라고 한다.

### 정오차의 전파
일차인 선형 함수 {\displaystyle y=f(x_{1},\ x_{2},\ x_{3},\,\cdots ,\ x_{n})}에 대하여, {\displaystyle x_{1},\ x_{2},\ x_{3},\ \cdots ,\ x_{n}}의 오차를 {\displaystyle dx_{1},\ dx_{2},\ dx_{3},\ \cdots ,\ dx_{n}}이라고 하자. 이때 y에 전파되는 정오차 dy는 다음과 같이 구한다.
{\displaystyle dy={\frac {\partial y}{\partial x_{1}}}dx_{1}+{\frac {\partial y}{\partial x_{2}}}dx_{2}+{\frac {\partial y}{\partial x_{3}}}dx_{3}+\cdots +{\frac {\partial y}{\partial x_{n}}}dx_{n}}

이차 이상의 비선형 함수에 대해서는 테일러 급수 전개를 통한 선형화가 필요하다.

### 우연오차의 전파
관측값 {\displaystyle x}가 서로 독립일 때, 함수 {\displaystyle y=f(x_{1},\ x_{2},\ x_{3},\,\cdots ,\ x_{n})}에 대하여, {\displaystyle x_{1},\ x_{2},\ x_{3},\ \cdots ,\ x_{n}}의 오차를 {\displaystyle \sigma _{x_{1}},\ \sigma _{x_{2}},\ \sigma _{x_{3}},\ \cdots ,\,\sigma _{x_{n}}}이라고 하자. 이때 {\displaystyle y}에 전파되는 우연오차 {\displaystyle \sigma _{y}}는 다음과 같다.
{\displaystyle {\sigma _{y}}^{2}=\left({\frac {\partial y}{\partial x_{1}}}\right)^{2}{\sigma _{x_{1}}}^{2}+\left({\frac {\partial y}{\partial x_{2}}}\right)^{2}{\sigma _{x_{2}}}^{2}+\left({\frac {\partial y}{\partial x_{3}}}\right)^{2}{\sigma _{x_{3}}}^{2}+\cdots +\left({\frac {\partial y}{\partial x_{n}}}\right)^{2}{\sigma _{x_{n}}}^{2}}

## 같이 보기
- 정확도와 정밀도

## 참고 문헌
- 이재기; 최석근; 박경식; 정성혁 (2013). 《측량학1》 2판. 형설출판사.